# Tsjecho-Slowaakse ijshockeyploeg (mannen)
De Tsjecho-Slowaakse ijshockeyploeg was een team van ijshockeyers dat Tsjecho-Slowakije vertegenwoordigde bij internationale wedstrijden en werd beschouwd als een van de Big Six.
Tsjecho-Slowakije won het wereldkampioenschap ijshockey in 1947, 1949, 1972, 1976, 1977 en 1985.
Het veroverde nooit olympisch goud maar wel 4x zilver en 4x brons.
1920:  Canada · 
1924:  Canada · 
1928:  Canada · 
1930:  Canada · 
1931:  Canada · 
1932:  Canada · 
1933:  Verenigde Staten · 
1934:  Canada · 
1935:  Canada · 
1936:  Groot-Brittannië · 
1937:  Canada · 
1938:  Canada · 
1939:  Canada · 
1947:  Tsjecho-Slowakije · 
1948:  Canada · 
1949:  Tsjecho-Slowakije · 
1950:  Canada · 
1951:  Canada · 
1952:  Canada · 
1953:  Canada · 
1954:  Sovjet-Unie · 
1955:  Canada · 
1956:  Sovjet-Unie · 
1957:  Zweden · 
1958:  Canada · 
1959:  Canada · 
1960:  Verenigde Staten · 
1961:  Canada · 
1962:  Zweden · 
1963:  Sovjet-Unie · 
1964:  Sovjet-Unie · 
1965:  Sovjet-Unie · 
1966:  Sovjet-Unie · 
1967:  Sovjet-Unie · 
1968:  Sovjet-Unie · 
1969:  Sovjet-Unie · 
1970:  Sovjet-Unie · 
1971:  Sovjet-Unie · 
1972:  Tsjecho-Slowakije · 
1973:  Sovjet-Unie · 
1974:  Sovjet-Unie · 
1975:  Sovjet-Unie · 
1976:  Tsjecho-Slowakije · 
1977:  Tsjecho-Slowakije · 
1978:  Sovjet-Unie · 
1979:  Sovjet-Unie · 
1981:  Sovjet-Unie · 
1982:  Sovjet-Unie · 
1983:  Sovjet-Unie · 
1985:  Tsjecho-Slowakije · 
1986:  Sovjet-Unie · 
1987:  Zweden · 
1989:  Sovjet-Unie · 
1990:  Sovjet-Unie · 
1991:  Zweden · 
1992:  Zweden · 
1993:  Rusland · 
1994:  Canada · 
1995:  Finland · 
1996:  Tsjechië · 
1997:  Canada · 
1998:  Zweden · 
1999:  Tsjechië · 
2000:  Tsjechië · 
2001:  Tsjechië · 
2002:  Slowakije · 
2003:  Canada · 
2004:  Canada · 
2005:  Tsjechië · 
2006:  Zweden · 
2007:  Canada · 
2008:  Rusland · 
2009:  Rusland · 
2010:  Tsjechië · 
2011:  Finland · 
2012:  Rusland · 
2013:  Zweden · 
2014:  Rusland · 
2015:  Canada · 
2016:  Canada · 
2017:  Zweden ·
2018:  Zweden ·
2019:  Finland · 
2021:  Canada · 
2022:  Finland · 
2023:  Canada